# 達悟族金屬傳說
達悟族金屬傳說是臺灣達悟族神話中對於金、銀、鐵等金屬來源的傳說。

## 文化
達悟族是台灣原住民族中少數擁有金、銀等貴重金屬工藝技術並應用在生活之中的族群，如黃金除了當作交易的金錢之外，也是巫師施法治病或祈求豐收的媒介之一、銀則多被拿來製作銀盔，並在重要的場合（如新船入水儀式、新屋落成儀式或飛魚季剛開始）穿戴，他們的工藝技術很有可能是來自伊萬特人。

## 傳說

### 金和鐵
據說達悟族的祖先出現在蘭嶼並繁衍後的某天，石生人和竹生人的孫子分別往西方和東方探索，分別在漁人部落（Iratay）的海邊發現一箱鐵器和在野銀部落（Ivalino）裡發現一箱金子，但金子不能拿來製作生產的工具（太軟了），所以竹生人的孫子拿一部份的金子跟石生人的孫子交換鐵器，而金子也成為達悟族人交易的重要物品之一。

### 銀
據說銀是由一名住在紅頭部落（Imaorod）名叫希馬努由（Simanoyo）的人所發現的，他有一天晚上出去捕魚，卻沒有抓到魚，反而網到一個大箱子，打開後發現裡面裝滿了銀幣，後來族人知道之後紛紛找他們交換銀幣，拿來製成了銀盔。

### 其他版本
另有版本認為竹生人的祖先當初找到的不是金子，而是軟銀；而在漁人部落的傳說中，鐵是因為Sira do kablitan家族去小蘭嶼附近捕魚時發現一艘擱淺的外國商船，並將商船上的鐵條拆下來帶回家才出現的。